# Papilio homerus
Papilio homerus is een vlinder uit de familie van de pages (Papilionidae). 

## Kenmerken
De soort heeft een spanwijdte van ongeveer 15 centimeter. 

## Verspreiding en leefgebied
De vlinder is endemisch in Jamaica, en komt daar voor in de Blue Mountains en in enkele bossen in Cockpit Country. De soort vliegt van april tot in december op hoogtes van 150 tot 550 meter boven zeeniveau.

## Waardplanten
De waardplanten zijn soorten uit de familie Hernandiaceae, zoals Hernandia catalpaefolia en Hernandia troyiana. 

## Ontwikkeling
De rups wordt tot 7 centimeter lang. De ontwikkeling van ei tot imago duurt 64 tot 74 dagen. 

## Bedreiging
De vlinder wordt bedreigd in haar voortbestaan door verlies aan habitat en predatie door vogels en reptielen.